# Леки, Мэттью
Мэ́ттью Ле́ки (англ. Mathew Leckie; род. 4 февраля 1991, Мельбурн) — австралийский футболист, нападающий клуба «Мельбурн Сити» и национальной сборной Австралии.

## Клубная карьера
Воспитанник школы клуба «Баллин Лайонз», выступал в Первом дивизионе штата Виктория до 2 сентября 2009, когда подписал контракт с клубом «Аделаида Юнайтед» на два года. 18 сентября 2009 дебютировал в составе клуба, выйдя в матче против «Мельбурн Виктори» на 75-й минуте. В Лиге чемпионов АФК забил свой первый гол 24 февраля 2010 в матче против «Пхохан Стилерс» на «Хайндмарш Стэдиум», а второй гол забил в матче против «Шаньдун Лунэн». В Австралии он считался одним из лучших молодых игроков. Сезон 2010/11 начал вполне уверенно, отличившись дважды в составе клуба и заработав вызов в юношескую сборную. В конце сезона подписал контракт с мёнхенгладбахской «Боруссией», забив первый гол в её составе в матче против «Абердина» 9 июля 2011 (победа 5:2).
1 июля 2013 года перешёл в «Франкфурт». 1 июля 2014 года перешел в «Ингольштадт», за который отыграл 94 игры и забил 10 голов. 22 мая 2017 года стало известно, что Леки присоединится к берлинской «Герте».

## Карьера в сборной
В августе 2009 года был вызван в юношескую сборную Австралии для участия в чемпионате АСЕАН до 19 лет. Счёт голам за юношескую сборную открыл в матче полуфинала против Вьетнама (победа 4:1), но в финале его команда уступила Таиланду по пенальти. Вскоре он получил вызов и в сборную Австралии до 20 лет для участия в Кубке Азии среди юношей.
Пим Вербеек вызвал Мэттью в состав сборной Австралии для подготовки к матчу отбора на Кубок Азии 2011 против сборной Индонезии, но Леки не только не сыграл ни минуты в той встрече, но и даже не попал в заявку на Кубок Азии 2011. Дебют в сборной состоялся 14 ноября 2012 в матче против сборной Южной Кореи, когда Леки вышел в конце встречи.